# Straße von Henitschesk
Die Straße von Henitschesk (ukrainisch Генічеська протока Henitscheska protoka; russisch Генический пролив Genitscheski proliw) ist eine schmale Meerenge in der Oblast Cherson im Süden der Ukraine.
Die Straße von Henitschesk verbindet innerhalb des Asowschen Meeres den Sywasch mit dem Utljuk-Liman und trennt das ukrainische Festland von der mit der Halbinsel Krim verbundenen Arabat-Nehrung. Sie ist vier Kilometer lang, 80 bis 150 Meter breit und etwa 4,5 Meter tief.
Da der Eintrag an Süßwasser in den Sywasch nicht genügt, um die hohe Verdunstung in dem Buchtensystem auszugleichen, erfolgt der Hauptzustrom durch die Straße von Henitschesk. Aufgrund ihrer starken Strömung in Richtung des Sywasch hat sich auf dessen Seite ein ausgeprägtes Rückseitendelta gebildet.
Die Straße von Henitschesk wird von einer Straßenbrücke gequert.